# Hardcore Superstar (album)
Albums de Hardcore Superstar
No Regrets
(2003) Dreamin'In A Casket
(2007)
Hardcore Superstar est le cinquième album de Hardcore Superstar, sorti en 2005.

## Track list
1. "Keep On The Upperclass" - 5:34
2. "Bag On Your Head" - 3:59
3. "Last Forever" - 4:13
4. "She's Offbeat" - 3:15
5. "We Don't Celebrate Sundays" - 3:49
6. "Hateful" - 4:13
7. "Wild Boys" - 3:55
8. "My Good Reputation" - 4:03
9. "Cry Your Eyes Out" - 4:09
10. "Simple Man" - 3:28
11. "Blood On Me" - 3:15
12. "Standin'On The Verge" - 4:47